# Tamar Garb
Tamar Garb (1956) és professora Durning Lawrence i cap del departament d'història de l'art al University College de Londres. És una especialista de referència en art francès a les darreries del segle xix i principis del segle xx. Ha escrit una cinquantena de publicacions, entre els quals destaquen nombrosos catàlegs, articles i llibres que parlen sobre feminisme, el cos, la sexualitat i el gènere com a representacions culturals.

## Formació
Garb estudià història de l'art a the Michaelis School of Fine Art, centre pertanyent a University of Cape Town. Es llicencià el 1978 i feu el màster (1982) i el doctorat (1991), també en història de l'art, al Courtauld Institute of Art de Londres.

## Carrera professional
Entre 1988 i 1989 donà classes al Courtauld Institute of Art de Londres. Des del 1989 n'ha donat a University College de Londres, on fou ascendida a professor el 2001. El 2014 fou escollida com a membre de la British Academy, acadèmia britànica dedicada a les humanitats i ciències socials. Així mateix, també ha publicat sobre artistes contemporanis com ara Christian Boltanski, Mona Hatoum, Nancy Spero, i Massimo Vitali.
Garb també destaca la seva tasca com a comissària d'exposicions d'art, de les que cal mencionar Reisemalheursal Freud Museum de Londres (2007) on aprofundí en la pintora sud-africana Vivienne Koorland i Figures and Fictions: Contemporary South African Photographya the Victoria and Albert Museum de Londres (2011). Aquesta exposició fou nominada al Lucie Awards de comissariat. De forma més recent i en consonància amb aquestes exposicions, Tamar Garb ha estat publicant sobre la història de la fotografia en la Sud-àfrica del post-apartheid. En aquesta línia, comissarià el 2008 Land Marks/Home Lands: Contemporary Art from South Africaa la galeria Haunch of Venison de Londres també.

## Publicacions
- Sisters of the Brush: Women's Artistic Culture in Late Nineteenth Century París (New Haven and London: Yale University Press, 1994).
- Bodies of Modernity, Figure and Flesh in Fin de Siècle France (Londres: Thames & Hudson, 1998).
- The Unquiet Image: The Paintings of Vivienne Koorland (1998).
- The Painted Face: Portraits of Women in France 1814–1914 (New Haven i Londres: Yale University Press, 2007).
- The Body in Time; Figures of Femininity in Late Nineteenth-Century France (University of Washington Press, 2008).
- Home Lands – Land Marks; Contemporary Art from South Africa (Londres: Haunch of Venison, 2008).[5]
- Figures and Fictions: Contemporary South African Photography (Londres: Victoria & Albert Museum, 2011).[4]